# Porky le sauveteur
Porky le sauveteur (Porky's Moving Day) est un cartoon, réalisé par Jack King et sorti en 1936, qui met en scène Porky Pig.